# 诺伊夫拉
诺伊夫拉是德国巴登-符腾堡州的一个市镇。总面积28.39平方公里，总人口1875人，其中男性910人，女性965人（2011年12月31日），人口密度66人/平方公里。